# Phare de Pedra de Lume
Le phare de Pedra de Lume est un phare situé près du petit port de Pedra de Lume sur l'île de Sal, l'une des îles de Barlavento au Cap-Vert.

## Histoire
Le premier phare avait été installé contre la Chapelle de Piedra de Lume construite en 1853. La lumière aurait été mis en service dès 1855. Il est maintenant désactivé et remplacé par une colonne métallique de 5 m de haut, proche de la chapelle. Il émet, à une hauteur focale de 13 m, un feu rouge continu. Sa portée ne serait que de 1 mille nautique (environ moins de 2 km). La Chapelle sert toujours de repère de jour.
Identifiant : ARLHS : CAP-... ; PT-2026 - Amirauté : D2923.1 - NGA : 113-24180.
|                         |
| Ancien phare (Chapelle) |

|            |
| Île de Sal |

### Lien connexe
- Liste des phares au Cap-Vert